# Red Dirt
Red Dirt Music es un género de música que toma su nombre del color del suelo que se encuentra en Oklahoma. Aunque la localidad de Stillwater en ese estado se considera el foco de la Red Dirt music, existe también el sonido Texas Red Dirt. Outlaws como Waylon Jennings y Willie Nelson se asocian con este sonido tejano, mientras Bob Childers define la verdadera  Oklahoma Red Dirt music. En un primer momento la distinción entre las dos variantes era obvia, pero desde 2008 estas diferencias han ido disminuyendo.